# En Caragoler

Illes i illots des Freus amb la situació d'en Caragoler

L'illa d'en Caragoler és un illot situat as Freus entre es Freu Petit i es Freu d'Enmig. També es coneix aquest illot amb el nom d'en Caragoler Gros, ja que just a la vora ja al freu d'Enmig hi ha l'illot d'en Caragoler Petit.

## Orografia
En Caragoler és una illa l'altura màxima de la qual arriba als 5 metres i té 70 metres de llargada. La seua vegetació és nul·la o escassa tal com la seua fauna.

## Altres illots amb el mateix nom
Al litoral eivissenc tres són els illots amb aquest nom. Un és l'illot d'en Caragoler situat a es Freus. L'altre és l'illot d'en Caragoler situat al sud-est de la costa de s'Argamassa, a uns 400 metres de la costa. Està situat a la parròquia de sant Carles de Peralta, terme municipal de santa Eulària des Riu. Per acabar, a la mateixa parròquia existeix un illot que en realitat és un escull i rep el mateix nom i està situat a la costa propera des Pou des Lleó just endret del racó Roig a 200 metres de la punta des Llaüts.